# Малый Рын-Мари
 Малый Рын-Мари  — деревня в Лебяжском районе Кировской области.

## География
Расположена на расстоянии примерно 17 км на юг от райцентра поселка  Лебяжье.

## История
Известна с 1802 года как деревня Малый Рын с населением из некрещеных черемис, в 1905 году в починке Малый Рын (Черемисский Рын) дворов 21 и жителей 131, в 1926 году 26 и 138 (все мари), в 1950 31 и 116, в 1989 145 жителей.  В период 2006-2012 годов входила в состав Кокоревского сельского поселения, в 2012-2020 годов входила в состав Михеевского сельского поселения до упразднения последнего.

## Население
Постоянное население составляло 105 человек (мари 84%) в 2002 году, 55 в 2010.